# Colletes opacicollis
Colletes opacicollis är en biart som beskrevs av Heinrich Friese 1909. Colletes opacicollis ingår i släktet sidenbin, och familjen korttungebin. Inga underarter finns listade i Catalogue of Life.